# نليوان
بولية هي قرية في مقاطعة أشنوية، إيران. يقدر عدد سكانها بـ 1186 نسمة بحسب إحصاء 2016.